# El mandarín maravilloso

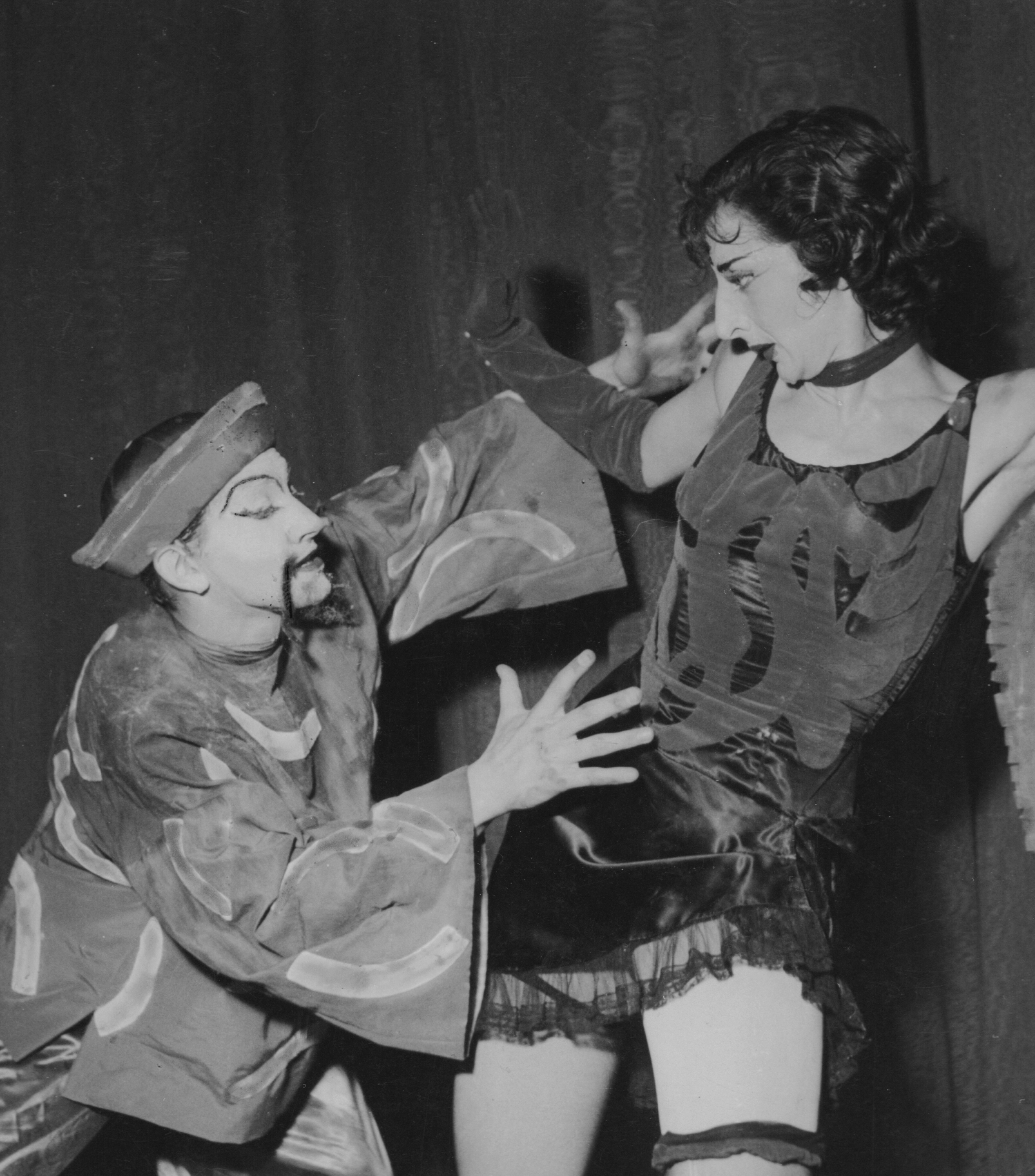

El mandarín maravilloso (húngaro: A csodálatos mandarín; alemán: Der Wunderbare Mandarín) op. 19, Sz. 73, es un ballet pantomima en un acto, compuesto por el compositor húngaro Béla Bartók entre 1918 y 1924, basado en una historia de Melchior Lengyel. Estrenado en Colonia en 1926, causó un escándalo y fue temporalmente prohibido por el alcalde que más tarde sería el primer canciller de la República Federal Alemana, Konrad Adenauer. Aunque su estreno en Praga fue mejor recibido, en vida del compositor fue interpretado más frecuentemente en la versión de suite de concierto, la cual preserva casi dos tercios de la música original del ballet.

## Sinopsis
Tras una introducción orquestal que representa el caos de la gran ciudad, la acción se inicia en una habitación que pertenece a tres vagabundos. Buscan dinero en sus bolsillos, pero no lo encuentran. Entonces deciden forzar a una chica a que permanezca en una ventana para atraer a la habitación a los hombres que pasen. Ella inicia un juego de seducción con una descarada danza, con la que primero atrae a un libertino, viejo y pobremente vestido, quien hace gestos románticos y cómicos. Cuando ella le pregunta si tiene dinero, él contesta "¿Quién necesita dinero? Lo que importa es el amor". Él persigue a la chica, con creciente insistencia, hasta que los vagabundos lo cogen y lo echan. 
La chica regresa a la ventana e inicia un segundo juego de seducción. Esta vez atrae a un tímido muchacho que tampoco tiene dinero. El hombre baila con la chica, y cuando el baile se torna apasionado, los vagabundos lo asaltan y también le echan.
La chica va nuevamente a la ventana e inicia su baile. Es cuando los vagabundos y la chica ven una figura estrafalaria en la calle, que pronto asciende por las escaleras. Los vagabundos se esconden y la figura, un mandarín, permanece inmóvil en la entrada del cuarto. Los vagabundos ordenan a la chica que lo atraiga. Cuando ella baila, el mandarín se excita y salta sobre ella. Se inicia un forcejeo, la chica logra escapar de su abrazo, y él la persigue. Los vagabundos saltan sobre él, le quitan sus cosas de valor e intentan ahogarlo con almohadas y sábanas. Sin embargo, él sigue con la vista fija en ella. Le apuñalan tres veces con una espada oxidada; el mandarín tambalea, pero salta nuevamente sobre la chica. Los vagabundos lo atrapan nuevamente y lo cuelgan de la lámpara, que se rompe dejando el cuarto a oscuras. El cuerpo del mandarín empieza a brillar con una misteriosa luz azul. Los vagabundos y la chica se horrorizan.
A la chica se le ocurre cómo deshacerse de él: ordena a los vagabundos que lo suelten, y cuando el mandarín salta sobre la chica, ella no opone resistencia, abrazándole. Cuando el deseo del mandarín se cumple, las heridas empiezan a sangrar y muere.
- Datos: Q464708
- Multimedia: The Miraculous Mandarin / Q464708